# Антарктический антициклон

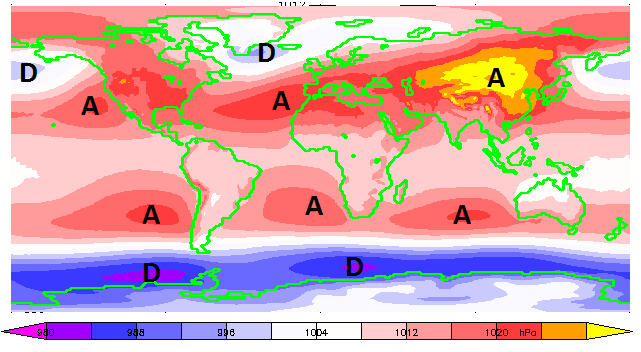
Карта с изображением среднего давления над уровнем моря с декабрь по февраль с указанием центров крупнейших циклонов (D) и антициклонов (A)

Антарктический антициклон — постоянно существующая область высокого давления над Антарктикой, центр которой располагается над Восточной Антарктидой; один из самых мощных и устойчивых антициклонов в мире. В международной метеорологии обозначается как South Polar High или Antarctic High. Антициклон обнаруживается на средних картах изобарической поверхности 700 гПа (уровень 3—4 км). Формируется благодаря низкой температуре Антарктического ледового щита и значительной высоте Антарктиды, способствующим усилению и стабилизации антициклонов. Является одним из постоянных центров действия атмосферы в Южном полушарии, влияющий на режим циркуляции атмосферы.
Возникающие над океанами Южного полушария циклоны движутся с запада на восток вокруг Антарктиды, но почти никогда не попадают в глубь материка, над поверхностью которого устойчиво сохраняется повышенное давление с соответствующим режимом погоды (слабые восточные ветра, очень низкие приземные температуры, ясное небо и незначительные осадки). Но уже на небольшой высоте над поверхностью внутриматериковых районов фиксируется околополярная депрессия, обуславливающая общий перенос воздуха с запада на восток. В некоторых случаях антициклоны могут простираться до больших высот.
По наблюдениям с июля по сентябрь 2015 года Антарктический антициклон был существенно ослаблен: имелись случаи, когда гребни высокого давления, развиваясь в меридиональном направлении, быстро смещались в западно-восточном потоке, что было примером возмущенной зональной формы циркуляции атмосферы. Эти особенности развития атмосферных процессов нашли отражение в поле среднемесячных аномалий давления, имевшем явные черты зонального распределения аномалий (например, приземное давление на станциях Восток и Амудсен-Скотт было примерно на 5 гПа ниже среднемноголетнего). Гребни субтропических антициклонов развивались над южными частями Тихого, Индийского и Атлантического океанов.